# 札幌電視塔

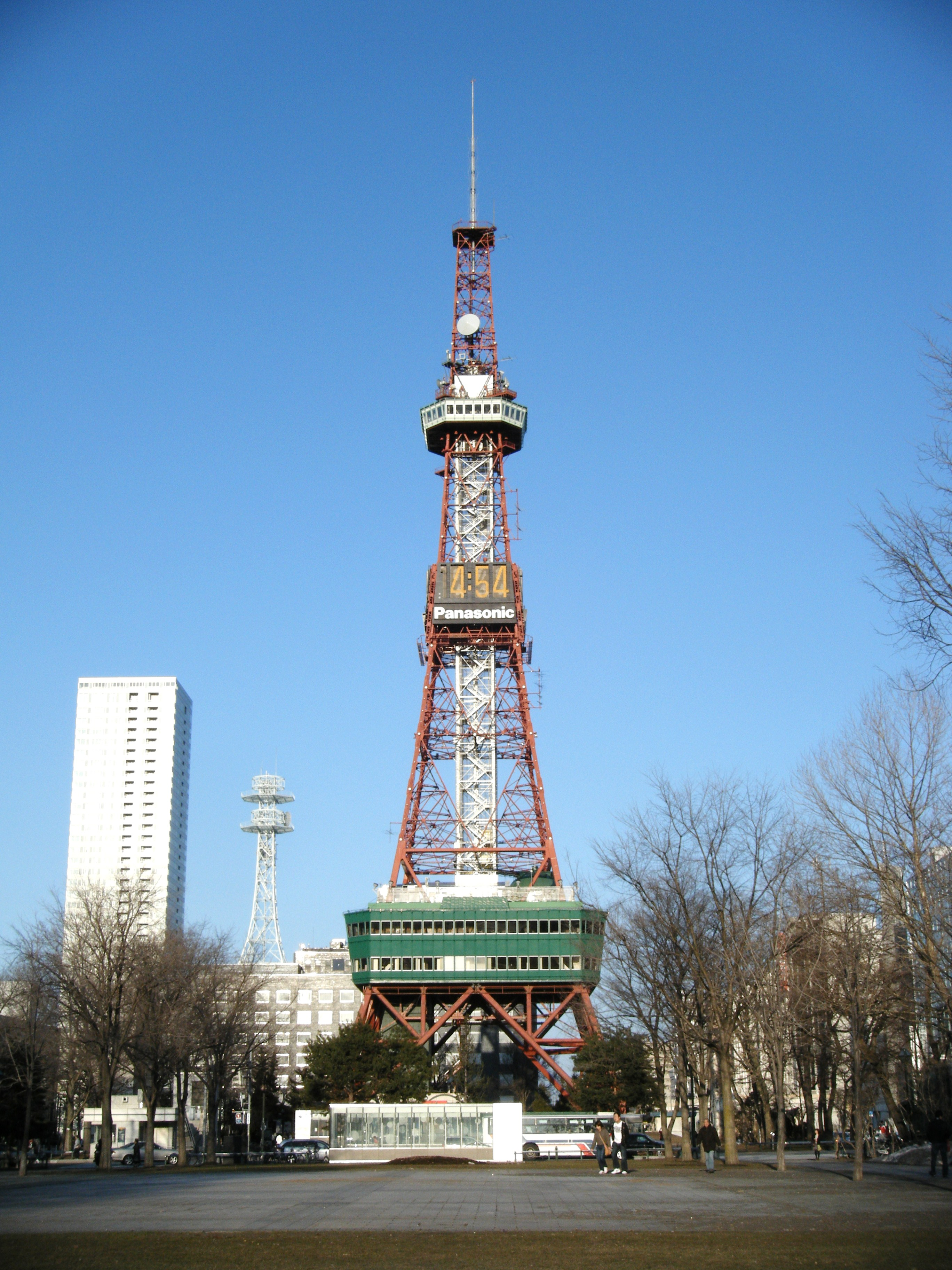
札幌電視塔

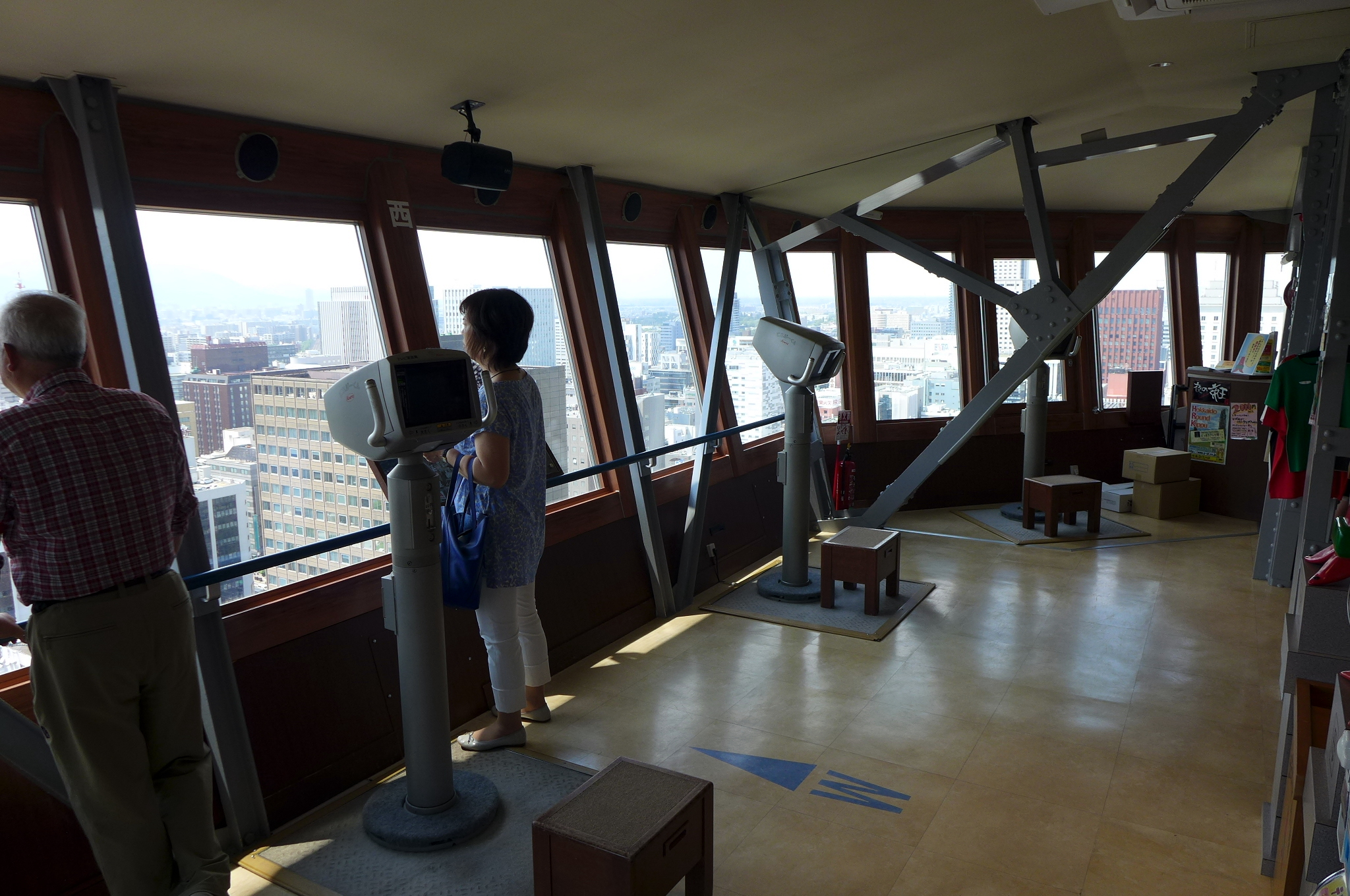
札幌電視塔觀景台

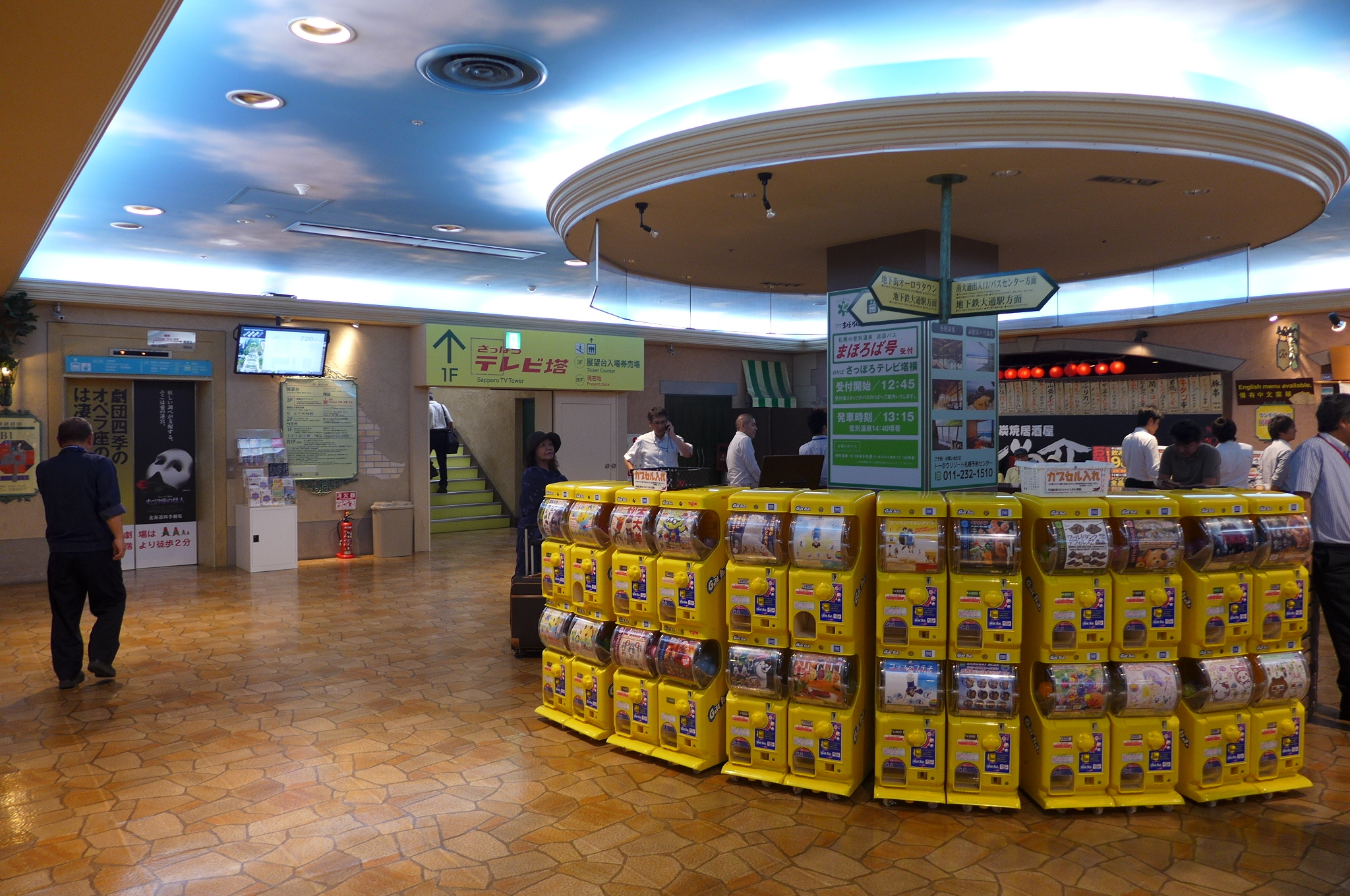
地庫商店

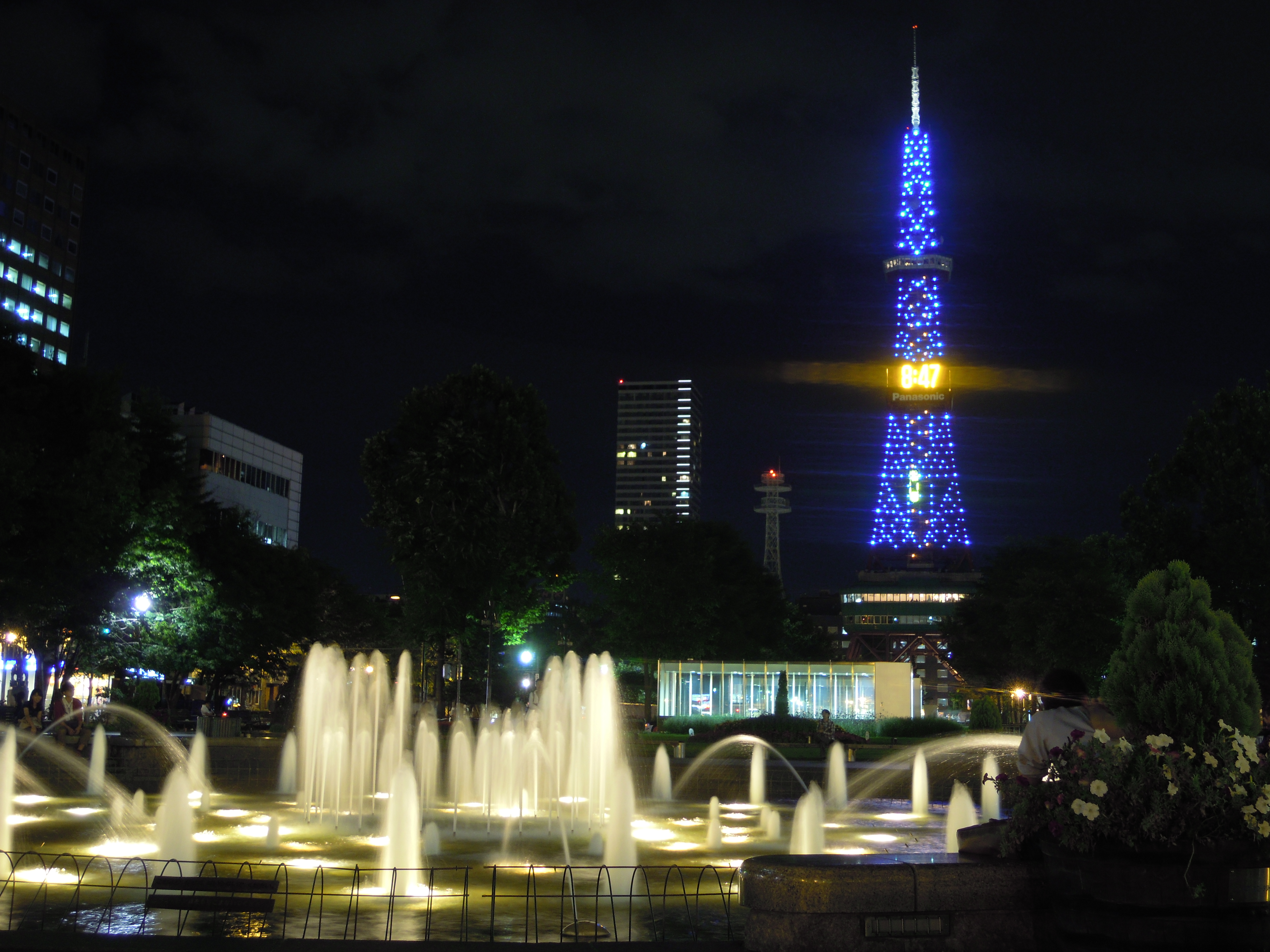
夜景

札幌電視塔（さっぽろテレビ塔），又名札幌鐵塔，是日本北海道札幌市內著名的地標之一，為電視及調頻廣播訊號中繼發送塔，於1957年啟用。位在札幌市中央區的大通公園中，是每年札幌雪祭與花祭舉辦的地點，公園兩側的帶狀商業區則聚集了眾多北海道當地企業總部與日本全國性企業的北海道分公司。2013年，札幌電視塔進行了重新塗裝。

## 基本資料
- 設計者：內藤多仲
- 興建日期：1956年6月[1]
- 啟用日期：1957年8月24日
- 工程費用：1億7千萬日圓（1956年時）
- 高度：147.2公尺
- 鐵塔佔地面積：1,320平方公尺
- 鐵塔重量：1,000公噸
- 時鐘啟用時間：1961年10月12日